# Hondo (Texas)

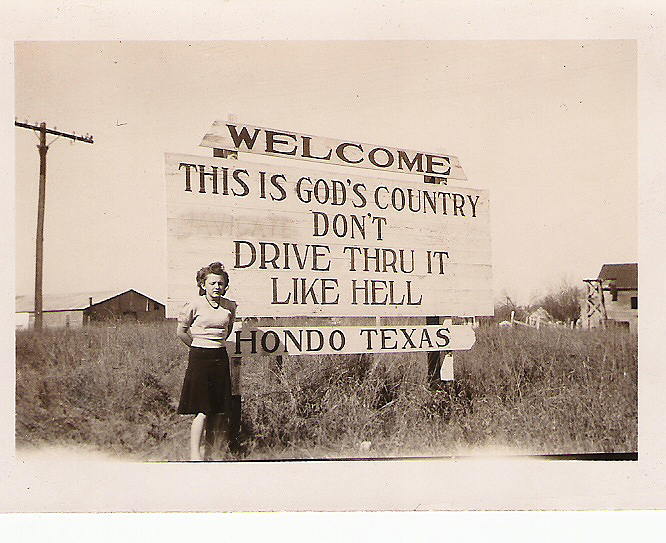
Fotografia tirada em 1941

Hondo é uma cidade localizada no estado norte-americano do Texas, no Condado de Medina.

## Demografia
Segundo o censo norte-americano de 2000, a sua população era de 7897 habitantes.
Em 2006, foi estimada uma população de 8933, um aumento de 1036 (13.1%).

## Geografia
De acordo com o United States Census Bureau tem uma área de
24,8 km², dos quais 24,8 km² cobertos por terra e 0,0 km² cobertos por água. Hondo localiza-se a aproximadamente 272 m acima do nível do mar.

## Localidades na vizinhança
O diagrama seguinte representa as localidades num raio de 36 km ao redor de Hondo.